# NGC 6185
NGC 6185 este o galaxie situată în constelația Hercule. A fost descoperită în 27 aprilie 1827 de către John Herschel.